# Castro dei Volsci
Castro dei Volsci es una localidad y comune italiana de la provincia de Frosinone, región de Lacio, con 4.957 habitantes.

## Evolución demográfica
| Gráfica de evolución demográfica de Castro dei Volsci entre 1861 y 2001 |
|                                                                         |
| Fuente ISTAT - elaboración gráfica de Wikipedia                         |